# Kijevi sikló
Koordináták: é. sz. 50° 27′ 28″, k. h. 30° 31′ 25″50.457778°N 30.523611°E

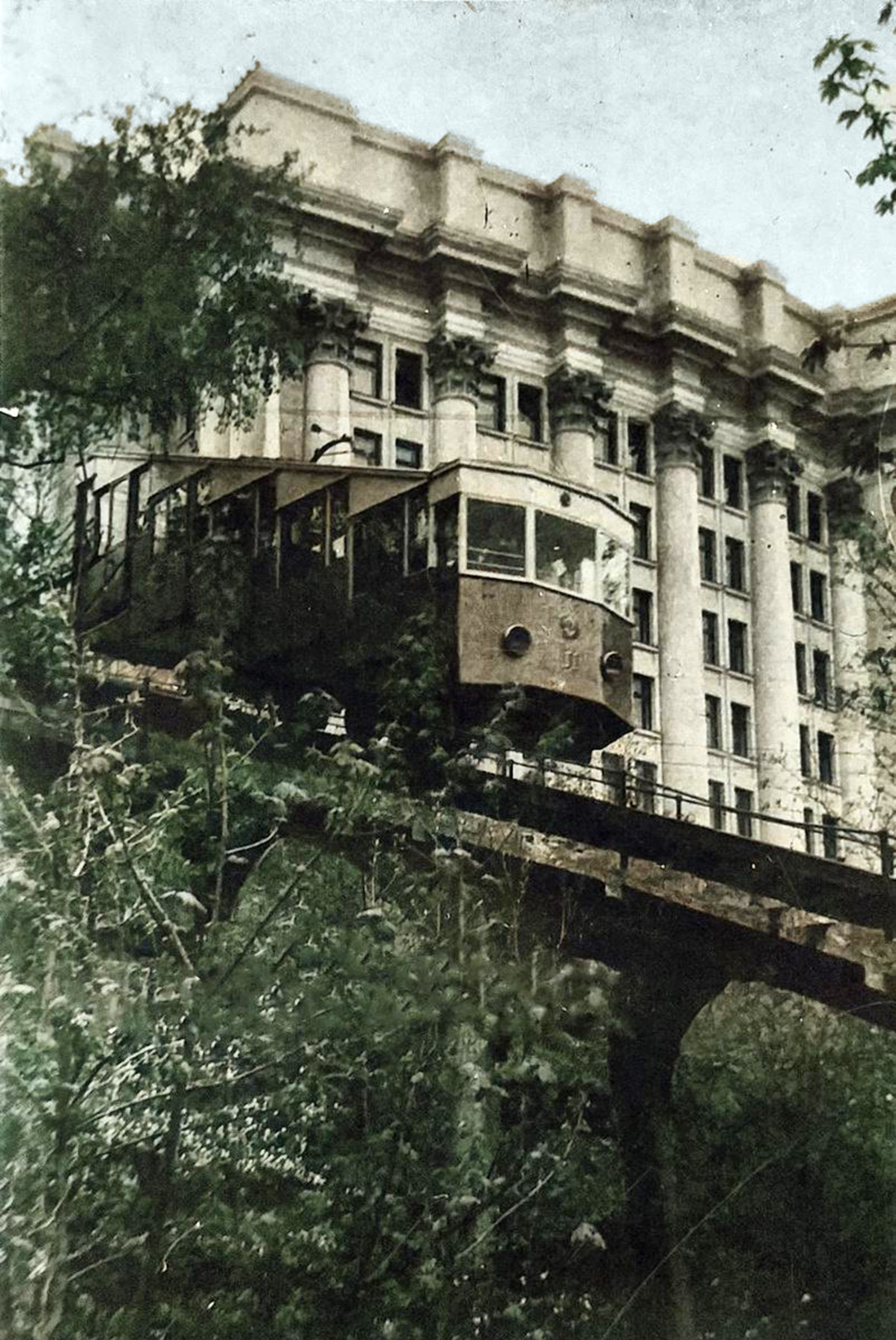
A Л vagy a bal oldali siklókocsi a második világháború előtti Kijevben, kb. 1939-ben.

A Kijevi sikló (uránul: Київський фунікулер, magyar átírásban: Kijivszkij funyikuler) siklóvasút Ukrajna fővárosában, Kijevben. A Kijivpasztransz önkormányzati cég üzemelteti. A két állomással rendelkező siklóvasút a Volodimirszka-dombon, a Dnyeper közelében helyezkedik el, és a Felsővárost köti össze Pogyil városrésszel.

## Története
A városi közlekedés fejlődésével a Kijev egykori kereskedelmi és üzleti központjának számító Pogyil és a Felsőváros közötti kényelmes és gyors közlekedés a 20. század elejéig megoldatlan volt. Az alsó és a felső városrész között a gyalogosközlekedésre csak egy falépcső állt rendelkezésre, a két részt összekötő, szűk és kanyargós Andrijivszkij lejtő (Andrijivszkij uzviz) pedig nem volt alkalmas a villamosközlekedés megvalósítására. Ezért a kijevi városvezetés egy siklóvasút megépítése mellett döntött.

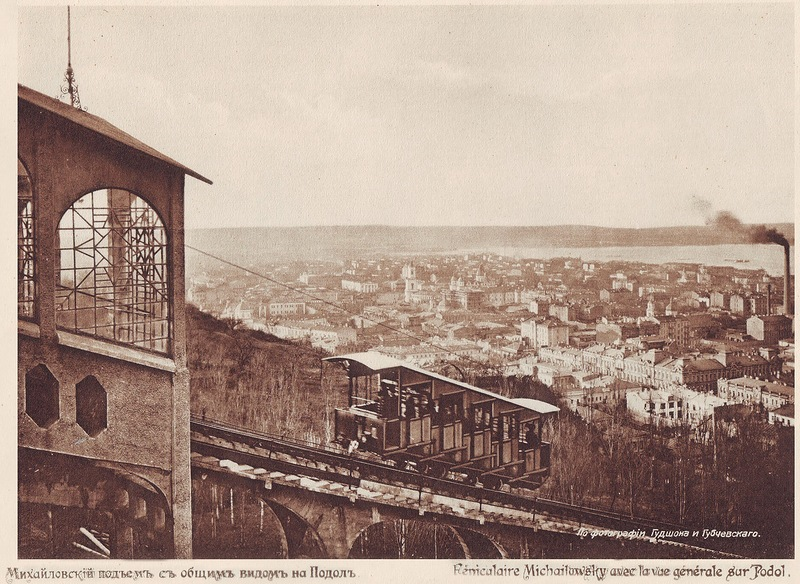
A Kijevi sikló felső állomásépülete a 20. század elején. A háttérben Pogyil (Podol)

A siklóvasutat 1902–1905 között építették. A költségeket a kijevi villamoshálózatot koncessziós alapon működtető belga cég fedezte. A siklóvasút általános tervét Artur Abrahamson készítette. Az állomásépületek Nyikolaj Konsztantyinovics Pjatnyickij tervei alapján készültek, a vasútüzemi berendezéseket Ny. Barisnyikov tervezte. A vasúti berendezései és a kocsik futóművei Svájcban készültek.
A siklón 1905. május 20-án indult el a próbaüzem, majd a következő napon, május 21-én a menetrendszerű üzem. A megnyitáskor a közelben lévő Szent Mihály-székesegyház után Mihajlivszkij Mechanikus Felvonó (Mihajlivszkij mehanyicsnij pidjom) nevet kapta. Miután a szovjet hatóságok 1536–1936-ban lerombolták a Szent Mihály-székesegyházat, a neve Kijevi sikló lett.
1928 nyarán egy karbantartás során a felső kocsi elszabadult és az alsó állomáson lévő kocsinak csapódott. A sikló üzemen kívül volt, így személyi sérülés nem történt, de a két kocsi teljesen összetört.
1929-ben a sikló vonalát a felső végénél 40 m-rel meghosszabbították. A második világháború idején, az 1941–1943 közötti német megszállás alatt is nagyrészt üzemelt. Kijev visszafoglalása után, 1943 novemberében kisebb felújításon esett át.
1958-ban jelentős modernizációt hajtottak végre a siklón. Akkor kicserélték a teljes meghajtórendszert is.
1984-ben az alsó állomásépületet Víg János és Valentin Jezsov tervei alapján átalakították. Rövidebb időszakra felújítás miatt minden évben bezárják. 2006-ban egy nagyobb felújításon esett át, akkor hosszabb időre bezárták.

## Jellemzői
A sikló vasúti pályájának teljes hossza 238 m, ezt a távolságot a kocsik kb. 3 perc alatt teszik meg. Az 1200 mm-es nyomtávolságú vasúti pálya egy sínpáros (kétsínes) rendszerű, a pálya középső részén kétvágányos kitérővel. A pálya átlagos lejtése 36% (a lejtőszög 18–20° közötti), a két állomás közötti szintemelkedés 75 m. A két kocsit fémkábelen keresztül egy, a felső állomáson elhelyezett 440 V-os, egyenáramú, 100 W teljesítményű villanymotor (trolibusz-villanymotor) mozgatja, egy további villanymotort pedig tartalékként építettek be. A kábel meghajtó szerkezetét egy szalagfékkel látták el, míg a kocsik önműködő tuskófékekkel rendelkeznek. A kocsik cirill L és P jelzést viselnek (L – livij, bal; P – pravij, jobb), ami a felső állomáson elhelyezkedő diszpécserszolgálat felől nézve értelmezendő. A kocsik egyenként 60 férőhelyesek. A kocsik az idők folyamán folyamatosan cserélődtek és egyre korszerűbbekre cserélték. A kocsik és a diszpécserszolgálat között rádiókapcsolat áll rendelkezésre. A kocsik áramszedővel vannak ellátva, amelyek a pálya fölött kiépített felsővezeték rendszerhez kapcsolódnak. Ezek azonban nem a hajtásrendszer részei, hanem a kocsik egyéb berendezéseinek az áramellátását biztosítják. A kocsik mindkét irányban vezetőfülkével rendelkeznek.
Az alsó, Pogyilban található állomás neve Mihajlivszka tér (Mihajlivszka ploscsa), a felső, óvárosi állomás neve Postova tér (Postova ploscsa).
A napi utaslétszám 10–15 ezer fő, az éves utasszám 2,8 millió (2017. decemberi adat). A viteldíj egy utazásra 4 hrivnya. A sikló naponta 7:00–22:00 között üzemel.

## Galéria
- A Víg János tervei alapján készült alsó állomás
- Az egyvágányos vasúti pálya kitérője
- A felső állomásépület
- Kilátás a felső állomásról. Háttérben a Dnyeper